# 武備
武備（？—17世紀），字彝白，號更生，河南開封府蘭陽縣人，明末清初政治人物。

## 生平
武備是天啓七年（1627年）丁卯科第四十四名舉人，崇禎十年（1637年）成進士，通政司觀政，十一年四月獲授山西長垣知縣。長垣縣號稱剽悍，難以治理，他到任後殲滅惡霸黃某十多人，其他暴民立刻收斂，某名貪吏也畏罪自盡；十二年降調，十三年補庐州府知事，九月調任興化知縣後，他上表豁免當地積欠浮糧，以及增加馬價的弊政，為百姓每年節省萬餘金。
之後他攝任高郵知州，保衛城池，擒拿盜寇秦重六等人；當時高傑在揚州劫掠，但因為畏懼武備不敢逼近高郵。福王在南京继位，他在九月擔任户部湖廣司主事，弘光元年（1645年）改任吏部稽勋司主事、验封司員外郎。
弘光年間，與顏渾、何應奎、葛含馨、王寖大、姜應龍、沈煃晃、王夢鼎共事，遷驗封司郎中。明亡降清，後事不詳，死後得在鄉賢祠祭祀。

## 家族
曾祖武演，庠生；祖武子绪；父武思道，增广生。

## 引用
1. 1 2  錢海岳《南明史·卷三十·列傳第六》：（弘光）時吏部先後司官之可紀者，為顏渾、何應奎、葛含馨、王寖大、姜應龍、武備、沈煃晃、王夢鼎。……備，字彝白，蘭陽人。崇禎十年進士，歷長垣、興化知縣，高郵知州。戡巨盜秦重應等百許人，高傑畏之，不敢逼。自考功主事、員外郎遷驗封郎中。降於清。
2. ↑  同治《開封府志·卷二十三·選舉》：武備…… 崇禎庚午（舉人）
3. ↑  《崇祯十年丁丑科进士三代履历》：武备，曾祖演，庠生；祖子绪；父思道，增广生。更生，礼记房，乙巳三月初八日生，兰阳县人，丁卯四十四名，会二百六十名，三甲一百六十六名，通政司观政，戊寅四月授长垣知县，己卯降调，庚辰補庐州府知事，九月升兴化知縣，甲申九月升户部湖廣司主事，乙酉欽補吏部稽勋司主事，本年升验封。
4. ↑  四庫全書《河南通志·卷五十七·人物一》：武備，字彝白，蘭陽人。崇禎丁丑進士，授長垣令。垣素剽悍難治，到任殲惡少黄某十餘人，兇鷙斂跡，管庫蠧吏某畏法自盡。調興化，興民疲敝，乃力申請豁免積逋浮糧、加增馬價諸弊，為百姓歲節浮費萬餘金。
5. ↑  四庫全書《河南通志·卷五十七·人物一》：攝秦郵篆，保障孤城，擒巨賊秦重六等。時高傑剽掠揚州，獨畏備不敢逼，卒祀鄉賢。